# Amerikai pite 6. – Béta-ház
Az Amerikai pite 6. – Béta ház (eredeti cím: American Pie 6: Beta House) 2007-ben bemutatott amerikai tinivígjáték, időrendben az Amerikai pite filmek hatodik része, illetve a harmadik spin-offja. Közvetlen folytatása az előző, Pucér maraton című filmnek, annak több főszereplője is visszatér. Csak DVD-n jelent meg, az előző epizódhoz képest szerényebb bevételt termelve, többnyire negatív kritikákat kapva.

## Történet
Miután barátnője, Tracy szakít vele, Erik Stifler és barátja, Mike "Cooze" Coozeman mint a Michigani Egyetem elsőéves hallgatója kezdenek új életet. Érkezésekor Erik találkozik egy Ashley nevű lánnyal, az új szobatársával, Bobbyval, és annak barátnőjével, Margie-val. Unokatestvére, Dwight, a Béta Ház diákközösség vezetője aznap este hatalmas bulit szervez, és meghívja őket is. A fiúk jól beilleszkednek, és megtudják, a gazdag kockák közössége folyamatosan azon van, hogy betiltassák a Béta Házat.
Erik randira hívja Ashleyt, de az első alkalom balul sül el, amikor forró levessel önti le magát. Amikor Ashley megpróbálja ellátni őt, Erik ejakuál, és ezt arra fogja, hogy hónapok óta nem volt senkivel, és a maszturbálás is tabu.Eközben Cooze összejön Ashley szobatársnőjével, Denise-szel, aki nem mer előtte levetkőzni. Miután a jelekből és a barátaival folytatott megbeszélések alapján azt a következtetést vonja le, hogy hátha pénisze van, Dwight arra bátorítja, hogy derítse ki.
Erik,Cooze, Bobby, és két másik jelölt nekilátnak, hogy teljesítsék a Béta Ház próbatételeit, hogy teljes jogú tagok lehessenek. Ehhez 50 különféle próbát kell kiállniuk. Közben a kockák felvásárolják a Béta Ház kedvenc sztriptízbárját, és így kitiltják őket onnan. Edgar, az elnökük, kihívja őket egy olimpiára: ez a végső megmérettetés, a győztes megszerzi a másik házát. Dwight igent mond, és közben megtudja, hogy Edgarnak van egy sötét titka: egyszer szexelt egy báránnyal.
Mivel a legutóbbi olimpia győztese a Béta Ház volt, az olimpia kitalálója és a Béta Ház öregdiákja, Mr. Levenstein is visszatér,hogy levezesse a játékokat. A Béták jól kezdenek, de aztán az ellenfeleik elhúznak, és össze kell szedniük magukat. A végső megmérettetés előtt döntetlenre állnak, és ez a sztriptíz-kihívás. Dwight kihasználja Edgar fétisét, és így a Béták nyernek. Most, hogy elnyerték az ellenfelük házát is, Erik egy új beavatási próbát is kitalál: szexelni egy moziban. Így lesznek Ashleyvel egymáséi. Eközben Cooze és Denise is végre lefekszenek egymással, és kiderül, hogy azért volt eddig szégyenlős, mert ő is ejakuál, ha elélvez.

## Szereplők
| Szerep                | Színész              | Magyar hang        |
| --------------------- | -------------------- | ------------------ |
| Mr. Stifler           | Christopher McDonald | Kőszegi Ákos       |
| Mr. Levenstein        | Eugene Levy          | Orosz István       |
| Erik Stifler          | John White           | Molnár Levente     |
| Dwight Stifler        | Steve Talley         | Markovics Tamás    |
| Nick Anderson         | Robbie Amell         |                    |
| Jake                  | Bradford Anderson    |                    |
| Mike 'Cooze' Coozeman | Jake Siegel          | Kováts Dániel      |
| Wesley                | Jonathan Keltz       | Előd Botond        |
| Denise                | Sarah Power          | Mezei Kitty        |
| Laura Johnson         | Italia Ricci         | Csuja Fanni        |
| Jill                  | Jaclyn A. Smith      |                    |
| Ashley                | Meghan Heffern       |                    |
| Tiffany               | Ashleigh Hubbard     | Bogdányi Titanilla |
| Bobby Coolidge        | Nic Nac              | Szvetlov Balázs    |
| Hot Brunette          | Ace Hicks            |                    |
| Manni                 | Shannon Beckner      |                    |
| Irene Wright          | Angela Besharah      |                    |
| Margie                | Christine Barger     |                    |
| Peaches               | Pilar Cazares        |                    |
| Edgar Willis          | Tyrone Savage        | Joó Gábor          |
| Dexter Lee            | Joe Eigo             |                    |
| Bandhu Ikshan         | Vasanth Saranga      |                    |
| Sarah Coleman         | Moshana Halbert      |                    |

## Forgatás
Miután a "Pucér maraton" jól teljesített a DVD-eladások terén a Universal szeretett volna hozzá készíttetni egy közvetlen folytatást. Erik Lindsay, a forgatókönyvíró, aki maga is egy diákszövetség tagja volt az egyetemi évei alatt, arra gondolt, hogy hasonló témában lenne érdemes filmet készíteni, melyre a stúdió is áldását adta. A film Lindsay saját élményein túl sokat merített az 1978-as nagy sikerű "Party zóna" című filmből.
Ebben a részben, folytatás lévén, visszatértek az előző epizód főszereplői: John White, Steve Tally, Christopher McDonald és Eugene Levy. Utóbbi ebben a filmben játszotta hatodszor Mr. Levenstein szerepét, így végérvényesen ő lett a kapocs az összes epizód között. Néhány mellékszereplő is visszatért a filmben az előző epizódból.
A forgatás 2007. június 4-én kezdődött és hat hétig tartott. A helyszínek Torontóban voltak: a Torontói Egyetemen, a Pinewood Studios-ban, és a Brass Rail sztriptízbárban. A film költségvetése kevesebb mint 10 millió dollár volt, és egy lehetséges új trilógia középső részeként tekintettek rá. A közvetlen folytatás azonban végül sosem készült el.

## Megjelenés
A film 2007. december 10-én jelent meg DVD-n (Magyarországon egy évvel később), duplalemezes kiadványon, a második DVD-n számtalan extrával és kimaradt jelenetekkel. Az első hónapban több mint félmilliót adtak el belőle, és bár a Universal 1 millió feletti eladást várt, a Béta-házból összesen 898 ezret adtak el az Egyesült Államokban.
A kritika általánosan negatív volt a filmmel szemben. Kevéssé szórakoztatónak, elcsépeltnek, közönségesnek, illetve unalmasnak találták.

## Filmzene
1. Sound Experience – "Don't Fight the Feelin"
2. God Made Me Funky – "Luv T'day"
3. God Made Me Funky – "Won More Time"
4. MOBONIX – "What Chu Wanna Do (Ladies In The Club)"
5. Daphne Loves Derby – "Cue the Sun"

1. Sound Experience – Don't Fight The Feeling
2. Devin Lima – Rocky Road
3. Love Arcade – Candy
4. Dong Carrion – Everything Is Gonna Be OK
5. Miss Eighty 6 – Drive Me Crazy
6. Miss Eighty 6 – Candy Store
7. Miss Eighty 6 – Bounce Back
8. Miss Eighty 6 – Inside Outside
9. Miss Eighty 6 – Rebound
10. Soul P – I Ain't Going Nowhere
11. Soul P – Put Your Hands Up
12. Aceyalone – Find Out
13. Robyn Johnson – Girls
14. Psykohead – Walking On Fire
15. Psykohead – Give Me More
16. Fulanitoft feat. Tonny Tun Tun – Sabado En La Noche
17. Rich Dolman – I Found My World
18. Bomas Of Kenya – Kjana Mwana Mwali
19. Betsy Roo – Killer
20. The John Does – Stop Before You Start
21. The Group – Gonna Love You
22. Gleedsville – My Everything
23. Daphne Loves Derby – Cue The Sun
24. Dem Naughty Boys – That Kinda Booty
25. Dem Naughty Boys – Pick It Up
26. Jen Foster – All This Time
27. Poxy – I'm Sick Of Being Home
28. Bubble – On a Bender
29. Ben Gidsjoy – Head Up
30. Ten Days Till – Get Them Hands High
31. God Made Me Funky – Won More Time
32. God Made Me Funky – Luv T'day
33. Simon Lynge – Love Comes Back To You
34. Rene van Verseveld – Techno